# Anders Kaliff
Anders Kaliff, född 1963, är professor i arkeologi vid Uppsala universitet sedan 2008. 
Anders Kaliff har tidigare arbetat som arkeolog och chef inom Riksantikvarieämbetets arkeologiska verksamhet. Han har även arbetat internationellt, främst med egna projekt i Jordanien men även Kina, Indien, Nepal, Israel, Estland och Norge.
Kaliff är ledamot av Gustaf Adolfs Akademien och Nathan Söderblom-Sällskapet.